# Espiner pintat
L'espiner pintat (Siptornis striaticollis) és una espècie d'ocell de la família dels furnàrids (Furnariidae) i única espècie del gènere Siptornis Reichenbach, 1853.

## Hàbitat i distribució
Viu als boscos dels Andes, entre 1300-2500 m, a Colòmbia central, Equador i nord-oest del Perú.